# Monandromyces umbonatus
Monandromyces umbonatus är en svampart som beskrevs av R.K. Benj. 1999. Monandromyces umbonatus ingår i släktet Monandromyces och familjen Laboulbeniaceae.   Inga underarter finns listade i Catalogue of Life.